# Песчаная Глинка
Посёлок Песчаная Глинка — микрорайон городского округа Самара, расположенный в Куйбышевском районе Самары, близ пересечения шоссе Р-224 с Южным шоссе. Посёлок Песчаная Глинка с момента его основания и до 1930 года носил название «Писчане». После 1930 года поселение именовалось «Красная Глинка». В 1980 году переименован в Песчаная Глинка. Относится к 4-му одномандатному избирательному округу Самары.
На территории посёлка расположено одноименное кладбище.

## География
Посёлок находится в малозаселённом месте, часть его территории занимает одноимённое кладбище. Восточнее Песчаной Глинки находится посёлок Рубёжный.  Севернее Песчаной Глинки есть два озера: Шишкино и Красное.

## История

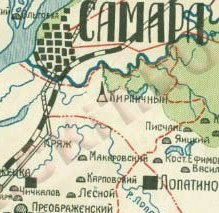
Писчане, на карте Самарской губернии. 1902 год

В XVIII веке на месте будущего поселка было построено поместье графа Орлова и поселение, под названием «Писчане». Поместье оставалось до 1964 года, после чего на его месте был построен Наркологический диспансер.
Поселение «Писчане» было переименовано в Дачное товарищество «Красная Глинка» в 1930 году.. После Великой Отечественной войны тут располагалось одно из отделений совхоза Кряж. В 1955 году в Красной Глинке появилось кладбище. В середине 60-х это отделение совхоза Кряж был расформирован. После расформирования отделения совхоза еще долгое время продолжал носить название «Красная Глинка». Две Красные Глинки существовали в Куйбышеве вплоть до середины 80-х годов. В 1970 году стал поселком.
Садовое некоммерческое товарищество «Песчаная Глинка» зарегистрирована 16 декабря 2003 года. Первым руководителем СНТ стал Анатолий Чубайко.
В 2013 году на севере поселка Песчаная Глинка началось строительство коттеджного поселка «Завидово», который, согласно Генплану города Самара, должен стать частью проекта по активному развитию Куйбышевского района. Ряд девелоперских компаний заявили о планах по реализации крупных проектов в этом направлении, касающихся как жилой, так и коммерческой застройки.

## Структура поселка

### Председатели СНТ Песчаная Глинка
- Анатолий Иванович Чубайко (2003 — 2014)
- Сергей Михайлович Хашин (2014 — 2019)
- Анатолий Иванович Чубайко (2019 — 2024)
- Сергей Минфаритович Канюкаев (2024 — 2025)
- Дмитрий Николаевич Кудряшов (с 2025)

### Здания и сооружения
- Здание администрации Песчаной Глинки (Первая линия, 59)
- Самарский областной наркологический диспансер (Южное шоссе, 18)

### Улицы Песчаной Глинки
Посёлок разделён на улицы:
- Лесная улица
- Новая улица
- Совхозная улица
- Солнечная улица
- Улица Фестивальная
- Персиковая улица

## Транспорт
Городские муниципальные автобусные маршруты № 26, 36 и 63

Пригородные автобусы № 429 (Барбошина поляна — Новокуйбышевск) и 492 (Аквапарк — Новокуйбышевск)
Остановки общественного транспорта «Сельхозярмарка» (по Южному шоссе) и «Больница» (по шоссе Р224).

## Известные жители Песчаной Глинки
- Григорий Григорьевич Орлов (1734—1783) — генерал-фельдцейхмейстер, фаворит императрицы Екатерины II, основавший поселение «Писчане»[6].
- Галина Михайловна Тютина (1932—2002) — врач, первый самарский нарколог. Главный врач Самарского наркологического диспансера с 1964 по 1989 года[6]
- Анатолий Михайлович Мулюкин (1935—2011) — поэт, писатель и философ[12][13].

## Посёлок в искусстве
- Упоминается в романе Дмитрия Манасыпова «Дорога стали и надежды»[источник не указан 3733 дня]. Роман издан в рамках «Вселенной Метро 2033».

## Галерея

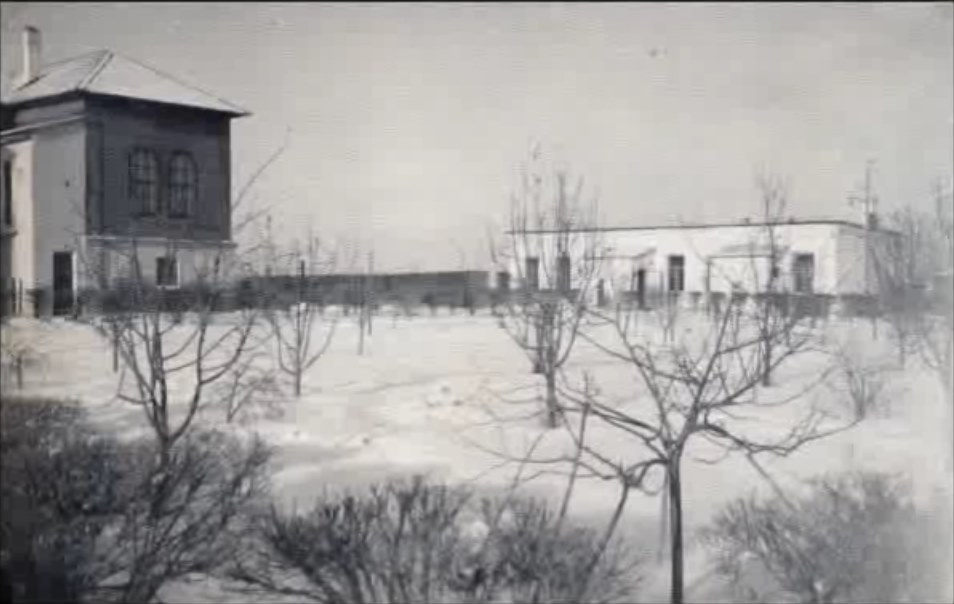
Бывшее поместье графа Орлова, на месте которого был построен наркологический диспансер
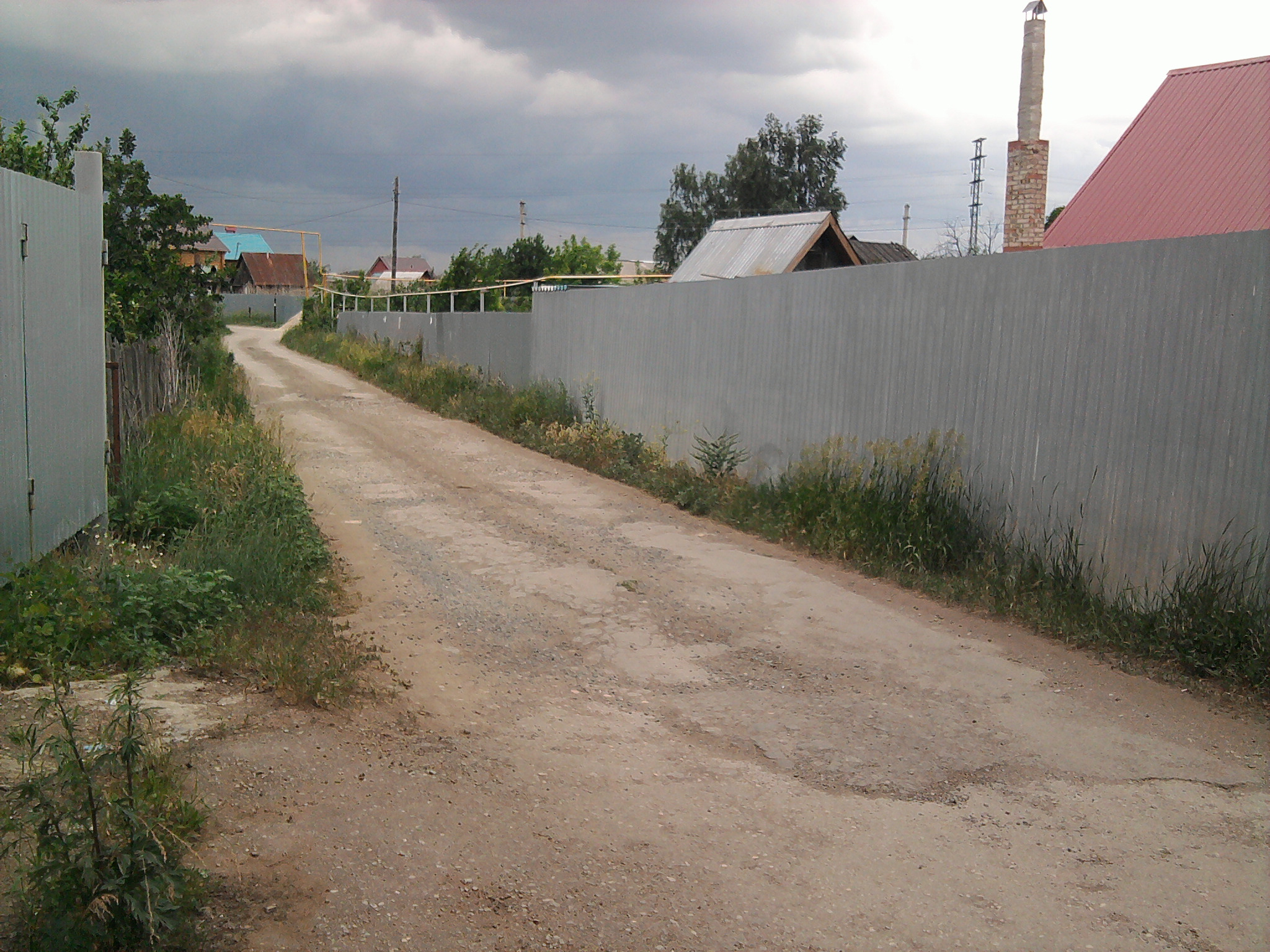
Улица Фестивальная